# Me Amaras
Me Amaras é o segundo álbum de estúdio do cantor porto-riquenho Ricky Martin, lançado pela Sony Discos e Sony Music México em 1993.

## Produção
Após o sucesso com o seu primeiro álbum solo e sua turnê subsequente, a gravadora de Martin contratou o aclamado produtor Juan Carlos Calderón para o que seria o seu segundo disco.
Entre as faixas presentes no álbum há uma versão cover, em língua espanhola, da música Self Control, da cantora estadunidense Laura Branigan, que foi intitulada "Que Dia Es Hoy". Juan Carlos Calderón escreveu todas as outras canções incluindo uma versão em espanhol de "Hooray! Hooray! It's a Holi-Holiday", originalmente cantada pelo grupo Boney M.
Embora Martin tenha se sentido "muito grato" pela oportunidade de trabalhar com Calderón, em sua autobiografia ele afirmou: "Eu sempre senti que esse registro era mais dele do que o meu", tal afirmação deve-se ao fato de seu envolvimento na seleção de canções e arranjos ter sido mínimo.

## Lançamento e divulgação
O lançamento ocorreu em 13 de abril de 1993 e como estratégia promocional quatro canções foram lançadas como single: "Me Amaras", "Que Dia Es Hoy", "Entre el Amor y los Halagos" e "No Me Pidas Más". A canção "Me Amaras" atingiu a posição de número 6 na Hot Latin Songs e após passar 15 semanas na tabela, apareceu na posição de número 39 como a melhor performance do ano de 1993 da lista. Na parada Hot Latin Songs outros dois singles apareceram, a saber: "Que Dia Es Hoy" que atingiu o pico de número 26 e passou 7 semanas na tabela, e "Entre el Amor y los Halagos" que atingiu o pico no número 12 e passou 6 semanas na tabela.
A divulgação durou poucos meses, pois em 1994 o agente de Martin o encorajou a se mudar para Los Angeles, para atuar em uma comédia americana intitulada Getting By. O show foi cancelado após duas temporadas, mas logo depois, Martin recebeu o papel de cantor e barman Miguel Morez na novela General Hospital. Martin sentiu que ele não tinha química com o resto do elenco de e observou que as pessoas o tratavam de forma diferente por causa de seu sotaque porto-riquenho.

## Recepção crítica
| Críticas profissionais | Críticas profissionais |
| Avaliações da crítica  | Avaliações da crítica  |
| Fonte                  | Avaliação              |
| ---------------------- | ---------------------- |
| AllMusic               | [ 13 ]                 |
| Tribuna da Imprensa    | ⚫⚫⚪⚪⚪             |

A recepção da crítica especializada em música em relação ao álbum foi mista. Alex Henderson, do site AllMusic, avaliou com duas estrelas de cinco e em sua resenha escreveu que embora haja boas faixas como "Entre El Amor y Los Halagos", "Ayudame" e "Que Dia Es Hoy (Self Control)", de maneira geral a produção é muito bem calculada e artificial e soa mais como "um produto da máquina musical corporativa".
O crítico do jornal Tribuna da Imprensa deu uma cotação de dois entre cinco pontos e escreveu que o álbum "Me amarás" traz 10 faixas no estilo de Sullivan e Massadas, capaz de agradar a um público amplo, mas sem grandes inovações. Ele ironizou um trecho da canção "Ella es", que diz: "Ela é gostosa, divertida e carinhosa", chamando-a de uma "pérola". Por fim, disse que o álbum funcionaria em programas de televisão como Hebe e Domingão do Faustão e é ideal para quem está de bem com a vida.

## Desempenho comercial
Comercialmente, obteve o sucesso de seu antecessor. Na edição da revista Billboard, de 29 de maio de 1993, Me Amaras entrou no Latin Pop Albums no número 24, e atingiu seu pico, no número 22, quatro semanas depois. No total, permaneceu por cinco semanas na parada. As vendas no Chile superaram as 75 mil cópias, o que rendeu um disco triplo de platina. De acordo com diferentes fontes as vendas mundiais do disco são de 700 mil cópias ou até 1 milhão.

## Lista de faixas
Créditos adaptados do encarte do álbum Me Amaras, de 1993.
| N.º            | Título                          | Compositor(es)                                                                             | Duração |  |
| 1.             | "No Me Pidas Más"               | Juan Carlos Calderón                                                                       | 3:29    |  |
| 2.             | "Es Mejor Decirse Adiós"        | Juan Carlos Calderón                                                                       | 3:23    |  |
| 3.             | "Entre el Amor y los Halagos"   | Juan Carlos Calderón                                                                       | 4:18    |  |
| 4.             | "Lo Qué Pase, Pasará"           | Juan Carlos Calderón                                                                       | 3:51    |  |
| 5.             | "Ella Es"                       | Juan Carlos Calderón                                                                       | 4:41    |  |
| 6.             | "Me Amarás"                     | Juan Carlos Calderón                                                                       | 4:29    |  |
| 7.             | "Ayúdame"                       | Juan Carlos Calderón                                                                       | 4:11    |  |
| 8.             | "Eres Como El Aire"             | Juan Carlos Calderón                                                                       | 4:05    |  |
| 9.             | "Qué Día Es Hoy" (Self Control) | Giancarlo Bigazzi · Steve Piccolo · Raffaele Riefoli · Juan Carlos Calderón · Mikel Herzog | 4:18    |  |
| 10.            | "Hooray! Hooray!"               | Frank Farian · Fred Lay · Leo Napi Parnaspo                                                | 3:11    |  |
| Duração total: | Duração total:                  | Duração total:                                                                             | 39:50   |  |

## Tabelas

### Tabelas semanais
| Tabela musical (1993)             | Melhor posição |
| --------------------------------- | -------------- |
| Estados Unidos (Latin Pop Albums) | 22             |

## Certificações e vendas
| Região                                                                                             | Certificação | Vendas  |
| -------------------------------------------------------------------------------------------------- | ------------ | ------- |
| Chile                                                                                              | 3× Platina   | 75,000* |
| Resumos                                                                                            |              |         |
| Mundo                                                                                              | —            | 700,000 |
| *números de vendas baseados somente na certificação ^distribuições baseadas apenas na certificação |              |         |